# (16) Psique
(16) Psique es un asteroide perteneciente al cinturón de asteroides descubierto por Annibale de Gasparis el 17 de marzo de 1852 desde el observatorio de Capodimonte en Nápoles, Italia. Su nombre proviene de Psique, una diosa alegórica de la mitología grecolatina.

## Características

### Tamaño y composición
Es un cuerpo de 210 kilómetros de diámetro situado en el cinturón de asteroides entre los planetas Marte y Júpiter y, mientras que la inmensa mayoría de los asteroides conocidos están hechos de roca y hielo, 16 Psique es una rareza porque está compuesto de hierro y níquel. Una teoría afirma que este asteroide fue el núcleo metálico de un antiguo planeta del sistema solar que tenía el tamaño de Marte y perdió todas sus capas exteriores hace miles de millones de años por colisiones con otros cuerpos[cita requerida].

### Presencia de agua
La instalación de telescopio infrarrojo de la NASA en los observatorios Mauna Kea dio a conocer pruebas de la presencia de agua o iones hidroxilo en el asteroide en octubre de 2016. Se cree que el agua ha alcanzado Psique a través de impactos pasados de asteroides más pequeños que contienen sustancias volátiles como carbono y agua.

### Valor
Lindy Elkins-Tanton, la científica principal de la misión de la NASA Psyche, estimó que si el cuerpo de 200 kilómetros de ancho pudiera de alguna manera ser transportado a nuestro planeta, el valor de su hierro, por sí solo, sería de 1019 (10 trillones) de dólares USA.

## Características orbitales
Psique orbita a una distancia media de 2,923 ua del Sol, pudiendo acercarse hasta 2,524 ua y alejarse hasta 3,321 ua. Tiene una excentricidad de 0,1364 y una inclinación orbital de 3,099°. Emplea 1825 días en completar una órbita alrededor del Sol.

## Misión de la sonda Psyche
La NASA aprobó el 4 de enero de 2017 un proyecto para explorar Psique con una sonda. Lindy Elkins-Tanton, de la Universidad Estatal de Arizona y líder de la misión, ha afirmado que Psique es el único objeto de su clase en todo el sistema solar y la única forma de que los humanos visiten un núcleo planetario. 
Psyche fue lanzada en octubre de 2023, a bordo de un cohete Falcon Heavy, entrará en órbita en 2029.